# Alice Poulleau
Alice Marguerite Marie Poulleau, épouse Guibon, née le 22 décembre 1885 à Nolay en Côte-d'Or et morte le 20 novembre 1960 à Nolay, est une écrivaine française, poète, historienne et géographe. Grande voyageuse, elle défend la liberté des peuples à disposer d’eux-mêmes et développe un regard critique sur les agissements occidentaux.

## Biographie
Alice Poulleau naît à Nolay le 22 décembre 1885. En 1913 et 1914 elle prépare à Paris son professorat de lettres : elle est la première femme agrégée d’histoire et géographie en 1916. Pendant la Première Guerre mondiale, elle est infirmière au lycée Carnot de Dijon, transformé en hôpital militaire temporaire no 71 (6 septembre 1914 au 8 septembre 1916), où elle a constitué un album de photos.
En 1919, Alice Poulleau obtient un poste de professeure à Alexandrie. Elle parcourt le Moyen-Orient. À Damas, elle participe à un meeting tenu pour l'ouverture, à Salehiyé, d'un collège de jeunes filles. Elle est en Syrie pendant la révolte du peuple syrien contre le mandataire français. Pendant cette période elle écrit deux ouvrages :  À Damas sous les bombes,, interdit de diffusion dans les pays sous mandat français, et Sept histoires de Syrie.
De retour à Nolay, elle travaille sur le domaine familial qu'elle dirige avec son père. Elle se marie, 14 octobre 1933, avec Georges Guibon (1886–1981), géographe et voyageur. Tous deux reprennent les voyages au cours desquels elle écrit, entre autres, pour la Société de géographie. Après le décès de sa mère elle revient travailler sur le domaine familial. À partir de 1939 elle restera à Nolay, où elle poursuit ses travaux d'écriture.
« Elle a parcouru une grande partie de notre globe pour la Société de géographie dont elle faisait partie. » (Journal le Bien Public du 20/11/1961).
Grande voyageuse, occidentale et anticolonialiste, Alice Poulleau défend dès les années 1920 la liberté des peuples à disposer d’eux-mêmes et développe un regard critique particulièrement sévère sur les agissements occidentaux. Dans « Routes fascistes, son ouvrage sur la Libye, elle souligne sa liberté intellectuelle, non seulement en tant que Française critiquant les débuts du fascisme, mais aussi en tant que voyageuse écrivant sans se laisser souffler ses lignes par le régime mussolinien. »

## Œuvres

### Récits de voyage
- 1924-1926 : À Damas sous les bombes : Journal d'une Française pendant la révolte syrienne  (Yvetot, Bretteville Frères Imprimeurs)] ;

- 1939 : Routes fascistes. Au volant de la translibyenne. (Dieppe, La Floride) comprend 5 cartes et 24 illustrations de l'auteur. Ce livre a été choisi pour le prix de géographie Hélène Vacaresco en 1939.

### Contes
- 1927 : Sept Histoires de Syrie (Paris, Eugène Figuière). Ce livre a été choisi pour la Bourse nationale de voyage littéraire en 1929 ;
- 1939 : Pur jus (Dieppe, La Floride), relate les « faicts et dicts de biberons de Borgoingne » avec illustrations de l'auteur.
- 1951 : La Madone de la Blanche Épine et autres contes (Paris Desclée de Brouwer) avec des illustrations de Josette Boland.

### Ouvrages biographiques
- 1951 : L'enfant des cèdres : Charbel Makhlouf, le moine miraculeux du Liban. (Paris, P. Téqui).
- 1956 : Les Îles fatales. Corse, Elbe, Aix, Sainte-Hélène / avec illustrations de l’auteur, Dieppe, La Floride.

- 1926 : Dames de Bourgogne. (Dijon, Bouillerot) ;

### Livrets sur le pays de Beaune et Nolay
- 1956 : Quand la belle dormait au bois (Beaune, édition du Cep burgonde) Souvenirs d'enfance de l'auteur ;
- La Chapelote (livret d'une édition locale) Vie et légendes autour d'une chapelle.

### Poèmes
- 1939 : En déroulant le fils des Parques. Prix de l'instruction publique en 1939.
- 1960 :Esquisses, Saint-Léger-Vauban, les Presses monastiques.